# Waterloo (stanice metra v Londýně)
Waterloo je stanice metra v Londýně, otevřená roku 1898. Nachází se na linkách:
- Bakerloo Line (mezi stanicemi Embankment a Lambeth North)
- Jubilee Line (mezi stanicemi Westminster a Southwark)
- Northern Line (mezi stanicemi Embankment a Kennington)
- Waterloo & City line (zde linka končí, před touto stanicí je Bank)

| Rok  | Počet cestujících |
| ---- | ----------------- |
| 2011 | 84,12 mil         |
| 2012 | 88,16 mil         |
| 2013 | 89,40 mil         |
| 2014 | 91,49 mil         |